# Thomas Francis Doran
Thomas Francis Doran (* 4. Oktober 1856 in Barrington, Rhode Island; † 3. Januar 1916) war ein US-amerikanischer römisch-katholischer Geistlicher und Weihbischof in Providence.

## Leben
Thomas Francis Doran empfing am 4. Juli 1880 das Sakrament der Priesterweihe für das Bistum Providence.
Am 26. Februar 1915 ernannte ihn Papst Benedikt XV. zum Titularbischof von Halicarnassus und zum Weihbischof in Providence. Der Bischof von Providence, Matthew Harkins, spendete ihm am 28. April desselben Jahres die Bischofsweihe; Mitkonsekratoren waren der Bischof von Portland, Louis Sebastian Walsh, und der Bischof von Des Moines, Austin Dowling.